# Rochers de Comblain-au-Pont

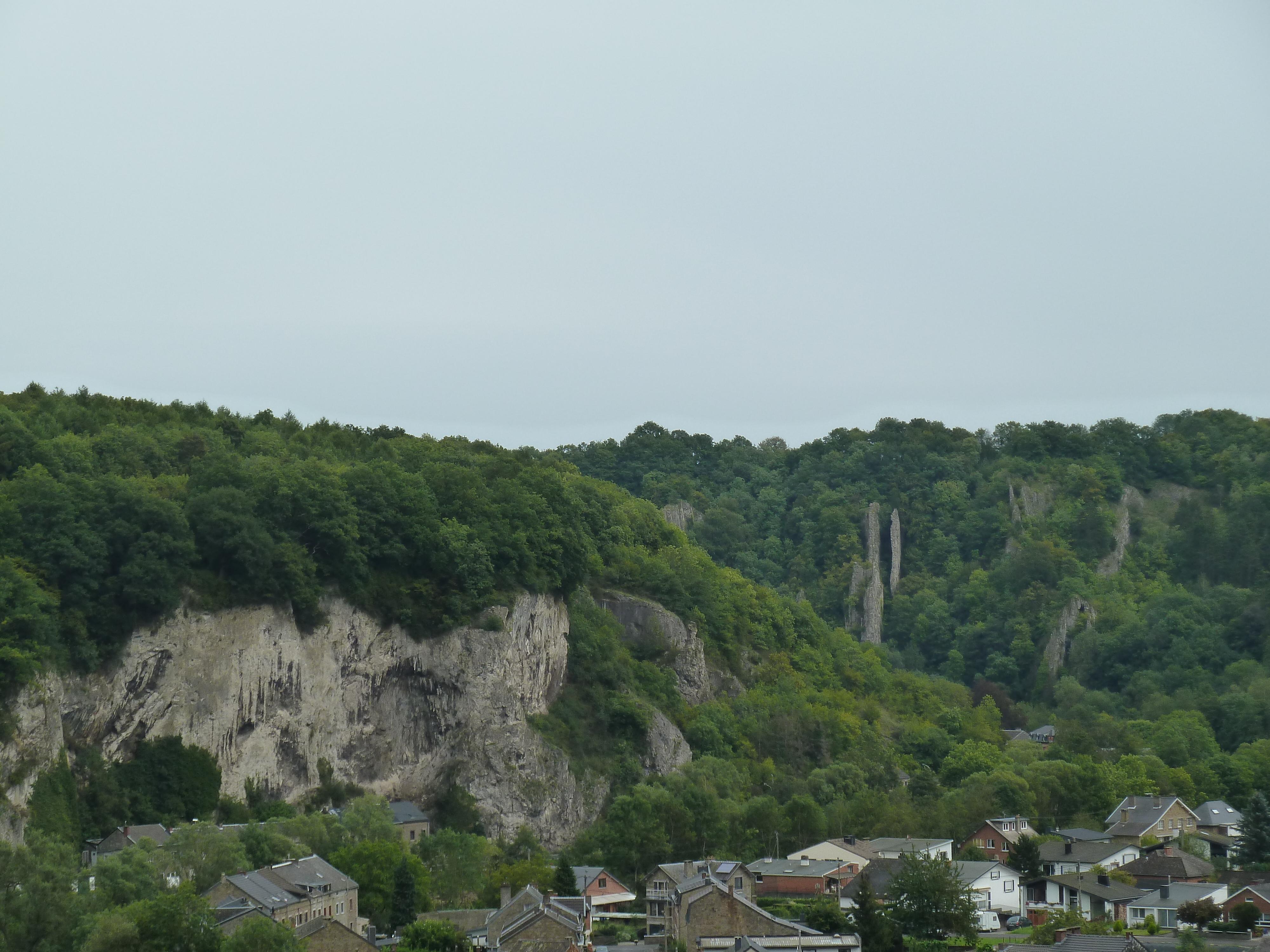
Les rochers du Vignoble et du Chession (à gauche) et les Tartines (à droite)

Les rochers de Comblain-au-Pont sont des rochers situés en Belgique à Comblain-au-Pont (province de Liège) sur les deux rives de l'Ourthe, un affluent de la Meuse.
Ces rochers figurent sur la liste du patrimoine immobilier exceptionnel de la Wallonie. Ils sont aussi repris sur la liste du patrimoine immobilier classé de Comblain-au-Pont ainsi que comme sites de grand intérêt biologique et Natura 2000.

## Les différents rochers
Les rochers de Comblain-au-Pont sont répartis en quatre massifs rocheux bien distincts. Ils sont tous composés de calcaire et font partie de la région géologique du Condroz. Deux rochers se situent en rive gauche de l'Ourthe : d'amont en aval, les Roches Noires d'une part et le Chession et le Vignoble d'autre part. Les deux autres en rive droite : d'amont en aval, le Thier Pirard et les Tartines. 

### Les Roches Noires
Les Roches Noires ne s'élèvent pas en bordure immédiate de l'Ourthe comme les autres rochers. Elles se dressent à environ 550 m à vol d'oiseau de la rivière en direction de Mont, surplombant un très ancien méandre de l'Ourthe. Ce rocher doit son nom à la composition de ses roches de calcaire dolomitique de teinte très sombre. Surmontées de pointements rocheux assez découpés, elles sont constituées de la Grande Roche et de la Roche du Lion. La falaise atteint une hauteur d'environ 60 m.

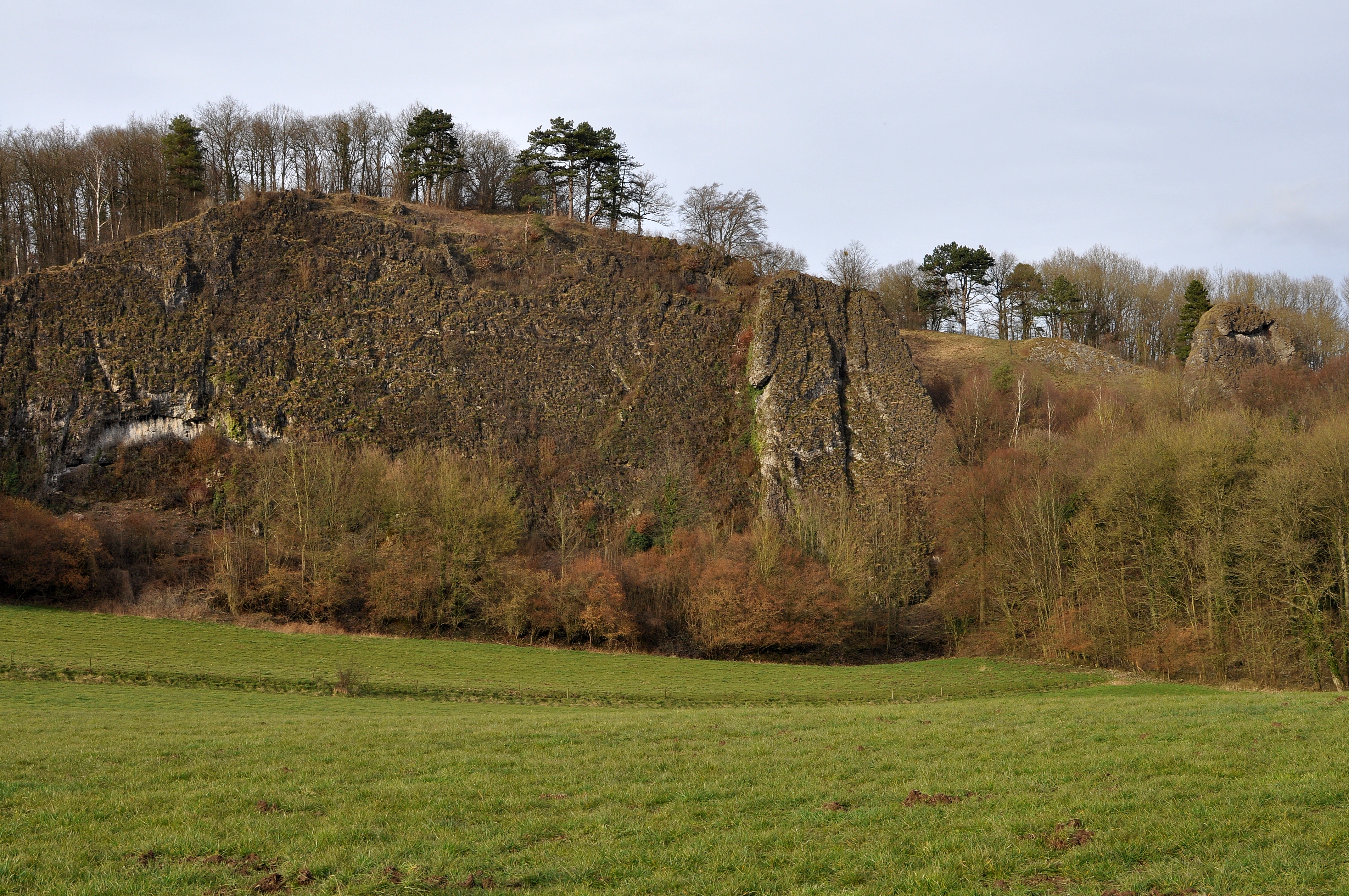
Les Roches Noires

 Patrimoine classé (1946, Les Roches Noires, no 62026-CLT-0003-01).
 Patrimoine exceptionnel (2016, no 62026-PEX-0001-03)
 Patrimoine exceptionnel (2016, no 62026-PEX-0002-03)

### Le Chession et le Vignoble
Le Chession et le Vignoble sont les rochers les plus proches des habitations comblinoises. Située en rive gauche de l'Ourthe, près du centre du village en direction du Pont-de-Sçay, la paroi abrupte surplombe une dizaine de maisons. Orientée au sud-ouest, la falaise calcaire blanchâtre se compose principalement de calcaires et dolomies carbonifères appartenant au synclinal de Comblain-au-Pont. Le massif rocheux est coiffé par le pic Napoléon et est creusé par la grotte du Vampire appelée aussi Trou du Marteau qui sert d'abri à plusieurs espèces de chauves-souris. Le site couvre approximativement une trentaine d'hectares.

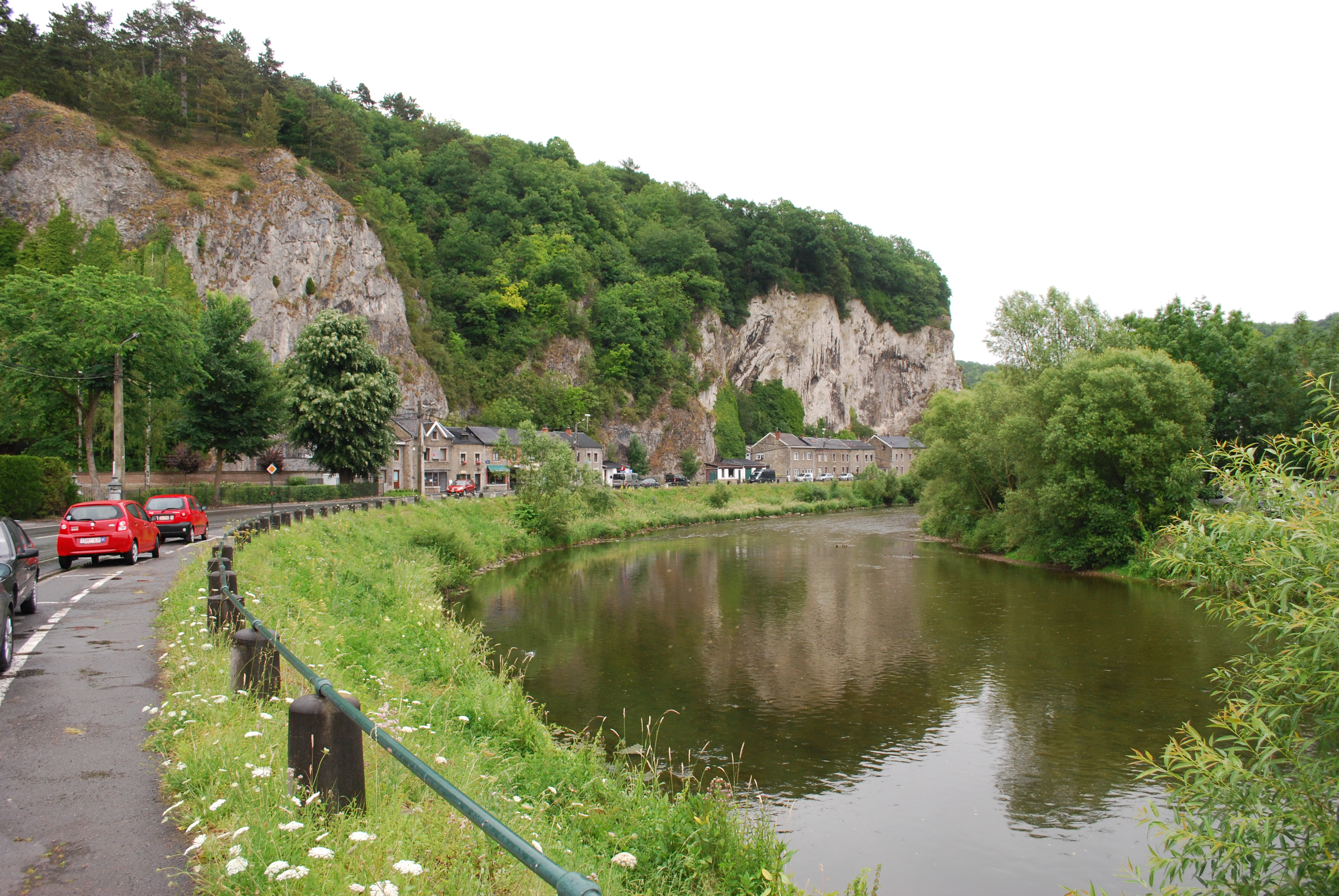
Les rochers du Vignoble et du Chession

 Patrimoine classé (1948, Rochers du Chession, no 62026-CLT-0006-01)
 Patrimoine exceptionnel (2016, no 62026-PEX-0004-03)

### Le Thier Pirard
Le rocher du Thier Pirard se situe un peu en amont du pont de Comblain-au-Pont, en rive droite de l'Ourthe et à proximité du cimetière du village. Surmonté d'une croix dans sa partie nord, le rocher a été percé par un tunnel de la voie ferroviaire Liège-Marloie. Long d'environ 400 m et haut d'une trentaine de mètres avec des pointements rocheux, ce rocher est principalement recouvert de feuillus. On y trouve aussi des espèces rares comme la lunetière lisse (Biscutella laevigata) et l'œillet de Grenoble (Dianthus gratianopolitanus).

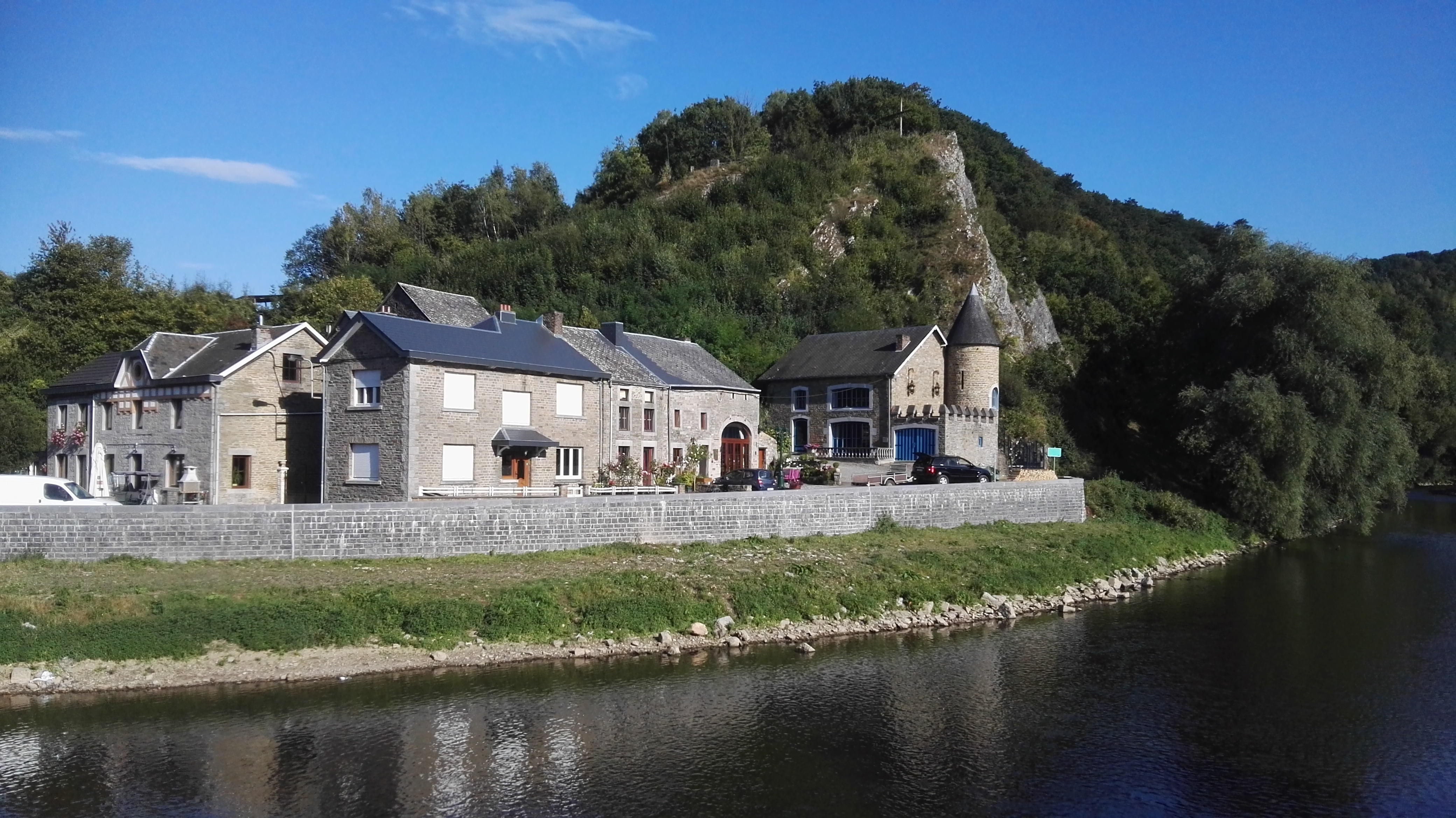
Le Thier Pirard en arrière-plan

 Patrimoine classé (1950, Le Thier Pirard, no 62026-CLT-0005-01)
 Patrimoine exceptionnel (2016, no 62026-PEX-0003-03)

### Les Tartines
Les Tartines sont les rochers les plus connus du village de Comblain-au-Pont. Il s'agit d'une succession de lames rocheuses verticales (on en dénombre une dizaine) se dressant sur les derniers hectomètres de la rive droite de l'Ourthe avant sa confluence avec l'Amblève. Ces lames verticales font quelque peu penser à des tartines, ce qui valut leur nom à ces rochers acérés. Le bas du versant est en outre occupé par un tuf calcaire (travertin) très important abritant une flore particulière de bryophytes. Entre ces arêtes verticales, les contreforts sont occupés par un milieu boisé. Ces rochers datent du dinantien. 

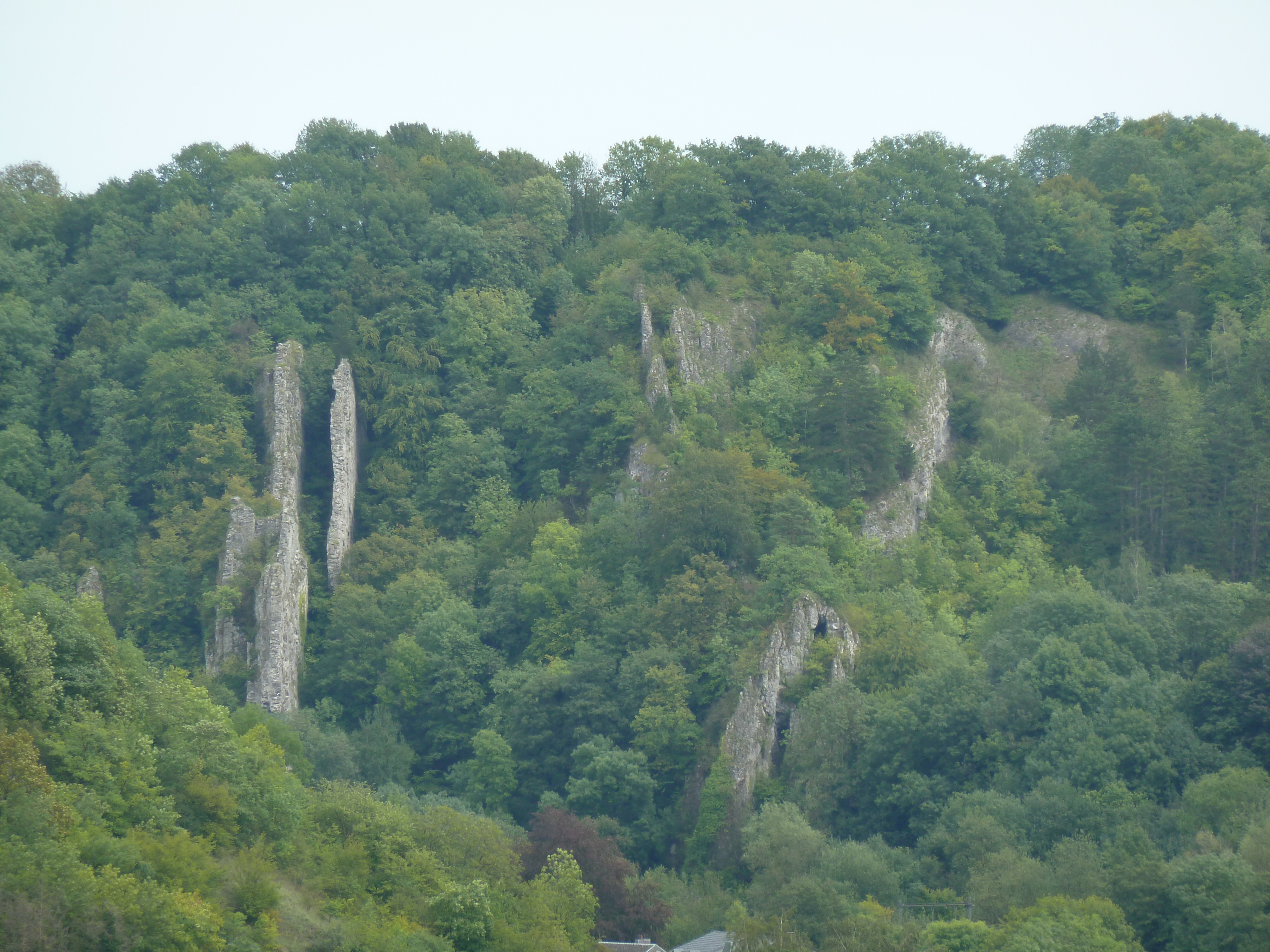
Les Tartines

 Patrimoine classé (1949, Les Tartines, no 62026-CLT-0007-01)
 Patrimoine exceptionnel (2016, no 62026-PEX-0005-03)

## Activités
Les sentiers de grande randonnée 57 et 571  passent au pied de certains rochers.